# Ville-Dommange

Ville-Dommange este o comună în departamentul Marne, Franța. În 2009 avea o populație de 415 de locuitori.